# Градище (Шкофліца)
Градище (словен. Gradišče) — поселення в общині Шкофліца, Осреднєсловенський регіон, Словенія. 
Висота над рівнем моря: 533,8 м.